# Fraktion der Europäischen Volkspartei (Christdemokraten) und europäischer Demokraten/5. Legislaturperiode
Die folgende Liste enthält die an der Fraktion der Europäischen Volkspartei (Christdemokraten) und europäischer Demokraten in der 5. Legislaturperiode von 1999 bis 2004 beteiligten Parteien. Bei ihrer Konstituierung nach der Europawahl 1999 hatte die Fraktion 233 Mitglieder, zu Ende der Legislatur 295.
| Land                   | Name                                                          | MdEP |
| ---------------------- | ------------------------------------------------------------- | ---- |
| Belgien                | Christen-Democratisch en Vlaams                               | 2    |
| Belgien                | Centre Démocrate Humaniste                                    | 1    |
| Belgien                | Mouvement Réformateur 2                                       | 1    |
| Belgien                | Christlich-Soziale Partei                                     | 1    |
| Dänemark               | Det Konservative Folkeparti                                   | 1    |
| Deutschland            | Christlich Demokratische Union Deutschlands                   | 43   |
| Deutschland            | Christlich-Soziale Union in Bayern                            | 10   |
| Estland 1              | Isamaaliit                                                    | 1    |
| Estland 1              | Erakond Res Publica                                           | 1    |
| Finnland               | Kansallinen Kokoomus                                          | 5    |
| Frankreich             | Union pour un mouvement populaire                             | 13   |
| Frankreich             | Union pour la démocratie française                            | 6    |
| Frankreich             | Unabhängige                                                   | 2    |
| Griechenland           | Nea Dimokratia                                                | 9    |
| Irland                 | Fine Gael                                                     | 4    |
| Irland                 | Unabhängiger                                                  | 1    |
| Italien                | Forza Italia                                                  | 22   |
| Italien                | Democrazia è Libertà – La Margherita                          | 4    |
| Italien                | Unione dei Democratici Cristiani e Democratici di Centro      | 4    |
| Italien                | Unione dei democratici per l’Europa                           | 2    |
| Italien                | Südtiroler Volkspartei                                        | 1    |
| Italien                | Partito Pensionati                                            | 1    |
| Lettland 1             | Jaunais laiks                                                 | 2    |
| Lettland 1             | Tautas partija                                                | 2    |
| Lettland 1             | Latvijas Pirmá Partija                                        | 1    |
| Litauen 1              | Tėvynės Sąjunga                                               | 1    |
| Litauen 1              | Lietuvos krikščionys demokratai                               | 1    |
| Litauen 1              | Valstieciu ir Naujosios demokratijos partiju sajunga          | 1    |
| Luxemburg              | Christlich Soziale Volkspartei                                | 2    |
| Malta 1                | Partit Nazzjonalista                                          | 3    |
| Niederlande            | Christen-Democratisch Appèl                                   | 9    |
| Österreich             | Österreichische Volkspartei                                   | 7    |
| Polen 1                | Platforma Obywatelska                                         | 5    |
| Polen 1                | Polskie Stronnictwo Ludowe                                    | 5    |
| Polen 1                | Blok Senat                                                    | 1    |
| Polen 1                | Stronnictwo Konserwatywno-Ludowe                              | 1    |
| Polen 1                | Ruch Społeczny Akcja Wyborcza Solidarność                     | 1    |
| Portugal               | Partido Social Democrata                                      | 9    |
| Schweden               | Moderata samlingspartiet                                      | 5    |
| Schweden               | Kristdemokraterna                                             | 2    |
| Slowakei 1             | Kresťanskodemokratické hnutie                                 | 2    |
| Slowakei 1             | Slovenská demokratická a kresťanská únia                      | 3    |
| Slowakei 1             | Magyar Koalíció Pártja                                        | 2    |
| Slowenien 1            | Slovenska demokratska stranka                                 | 1    |
| Slowenien 1            | Slovenska Ljudska Stranka                                     | 1    |
| Slowenien 1            | Nova Slovenija                                                | 1    |
| Spanien                | Partido Popular                                               | 27   |
| Spanien                | Uniò Democràtica Catalunya                                    | 1    |
| Tschechien 1           | Občanská demokratická strana                                  | 8    |
| Tschechien 1           | Křesťanská a demokratická unie – Československá strana lidová | 3    |
| Tschechien 1           | Unie svobody – Demokratická unie                              | 1    |
| Tschechien 1           | Unabhängiger                                                  | 1    |
| Ungarn 1               | Fidesz – Magyar Polgári Szövetség                             | 9    |
| Ungarn 1               | Magyar Demokrata Fórum                                        | 3    |
| Vereinigtes Königreich | Conservative Party                                            | 36   |
| Vereinigtes Königreich | Ulster Unionist Party                                         | 1    |
| Zypern 1               | Dimokratikos Synagermos                                       | 2    |